# Trịnh Tráng
Thanh vương Trịnh Tráng (chữ Hán: 鄭梉, 6 tháng 8 năm 1577 – 28 tháng 5 năm 1657), thụy hiệu Văn Tổ Nghị vương (文祖誼王), là chúa Trịnh thứ 2 thời Lê Trung hưng chính thức xưng vương khi còn tại vị, nắm thực quyền cai trị miền Bắc nước Đại Việt từ năm 1623 đến 1657. Về chính trị, ông là người củng cố địa vị cai trị của chế độ "vua Lê chúa Trịnh"; về quân sự, thời kỳ ông cầm quyền là bước chuyển căn bản giữa hai cuộc xung đột Nam-Bắc triều và Trịnh-Nguyễn. Đồng thời ông là cậu ruột của vua Lê Thần Tông.

## Thân thế và cuộc sống ban đầu
Trịnh Tráng là con trai thứ 3 của Bình An vương Trịnh Tùng với bà Thứ phi Đặng Thị Ngọc Dao - người làng Luơng Xá huyện Chuơng Đức, con gái của Nghĩa quận công Đặng Huấn. Khi chào đời Trịnh Tráng được ông ngoại là Đặng Huấn đích thân cắt rốn rồi bế về nhà nuôi. Trịnh Tráng do đó sống những năm tháng đầu đời của mình ở nhà ngoại.
Trịnh Tráng đã từng nhiều năm giúp cha thiết lập bộ máy cai trị của họ Trịnh sau khi tiếp quản kinh kỳ Thăng Long từ tay nhà Mạc. Ngay khi Trịnh Tráng chưa lên ngôi, mâu thuẫn giữa họ Trịnh và họ Nguyễn phía nam bắt đầu manh nha hình thành. Ông cậu Nguyễn Hoàng ở phía nam muốn giữ hòa khí với cha ông đã gả con gái là Nguyễn Thị Ngọc Tú cho ông, người mà theo quan hệ họ hàng là cô họ của ông.
Thời trẻ, Trịnh Tráng được nhận phong tước vị Bình quận công, sau đó là Thái phó Thanh quốc công. Do người anh cả của ông là Tín Lễ công Trịnh Túc - do Chính phi Lại Thị Ngọc Nhu sinh ra mất sớm, người anh thứ hai là Trịnh Vân không được tín nhiệm mà nhà họ ngoại của Trịnh Tráng lại lớn mạnh nên ông trở thành một nhân tuyển thích hợp để kế thừa ngôi chúa, dù không chính thức được sắc phong Thế tử.
Bấy giờ thế lực của họ Mạc ở vùng Cao Bằng vẫn còn rất mạnh. Cháu vua Mạc là Mạc Kính Khoan tự xưng hiệu Khánh vương, tập hợp bè đảng quấy phá các vùng Vũ Nhai, Đại Từ...Năm 1618, Trịnh Tráng theo lệnh của Trịnh Tùng, cùng với Thái bảo Trịnh Xuân, đốc suất các tướng Nguyễn Cảnh Kiên, Nguyễn Văn Giai, Tạ Thế Phúc, Nguyễn Khải, Nguyễn Thực, Hoàng Đình Phùng, Trịnh Thức, Nguyễn Duy Thời cùng đánh họ Mạc; thắng được một trận lớn, sau đó lui quân về.

## Lên ngôi
Tháng 6 ÂL năm 1623, Bình An vuơng Trịnh Tùng bị bệnh nặng bèn cho Thanh quận công Trịnh Tráng nắm giữ binh quyền, lại lấy con thứ là Vạn quận công Trịnh Xuân phó giữ binh quyền. Trịnh Xuân từng có ý cướp ngôi dòng trưởng, vào năm 1619 đã cùng Lê Kính Tông mưu giết Trịnh Tùng không thành nhưng lại được tha.
Ngày 15 tháng 7, Xuân cùng quận Điện và quận Bàng đem quân vào phủ cướp phá, đô thành đại loạn. Trịnh Tráng không biết tin tức gì về cha - vốn đã được Bùi Sĩ Lâm mang ra khỏi kinh, hôm sau ông sai em là Trịnh Giai rước Lê Thần Tông về Ninh Giang, còn mình tự lưu lại ở Nhân Mục (Vĩnh Lại), hội họp các quan văn võ cùng bàn bạc việc. Trịnh Đỗ sai con là quận Thạc đi đón Trịnh Tráng, ông bèn cùng quận Thạc ngồi chung voi đi, nhưng vì Lưu Đình Chất nghi ngờ Trịnh Đỗ, chạy ông khuyên không nên đi cùng quận Thạc. Trịnh Tráng bèn xuống voi tự mình về Ninh Giang. Sau đó Trịnh Tùng sai người dụ bắt và giết Trịnh Xuân.
Ngày 17 tháng 7, Trịnh Tùng được bọn Sĩ Lâm cáng võng đưa đi tìm thế tử, đi đến quán Thanh Xuân thì mất. Được tin báo của Sĩ Lâm, Trịnh Tráng trở về phát tang cha ngày 21 tháng 7 rồi lên thay làm chúa.

## Phù Lê diệt Mạc
Tuy Trịnh Xuân đã chết nhưng đám loạn quân của ông ta (sử gọi là giặc Xuân Quang) vẫn đánh phá khắp thành Thăng Long. Trịnh Tráng phải đưa vua Lê về Thanh Hoa, đóng ở An Trường, có Trịnh Đỗ cũng đem quân bản doanh đi theo. Trịnh Tráng sai Nguyễn Danh Thế hòa giải hiềm nghi với Trịnh Đỗ để quan hệ 2 bên lại hòa hiếu như cũ. Nhà vua phong cho Trịnh Tráng làm Đô tướng tiết chế thủy bộ chư quân bình chương quân quốc trọng sự, Thái úy Thanh quốc công
Mùa thu năm đó, Mạc Kính Khoan nhân triều Lê có loạn, đem quân xuống Gia Lâm, lực lượng lên đến hơn vạn người. Ngày 28 tháng 8, Lê Thần Tông trao quyền cho Trịnh Tráng cầm quân đánh họ Mạc. Ông thống lĩnh quân thủy bộ, cùng Nguyễn Danh Thế, Đặng Thế Tài đánh về Gia Lâm. Quân Mạc thiệt hại nặng nề và phải lui về Cao Bằng. Trịnh Tráng bèn sai Lê Bật Tứ và Bùi Sĩ Lâm vào Thanh Hoa rước xa giá về kinh.
Tháng 11 ÂL, Trịnh Tráng tự tiến phong làm Nguyên soái tổng quốc chính, Thanh Đô vương. Mùa hạ tháng 5 ÂL năm 1625, ông hạ lệnh cho con trưởng là Trịnh Kiều lĩnh quân đánh họ Mạc ở Cao Bằng, bắt được vua Càn Thống Mạc Kính Cung và đồ đảng đưa về kinh sư giết đi. Mạc Kính Khoan cũng bị thua trận, dâng biểu xin hàng và được phong Thái úy Thông quốc công, hằng năm nộp cống, con cháu được ở đất Cao Bằng.

## Đối nội
Ngày 24 tháng 1 năm 1629, Trịnh Tráng được lên tước vương một chữ, là Đại nguyên soái thống quốc chính thượng chúa Thanh vương. Mùa hạ tháng 5 ÂL năm 1630, chúa ép nhà vua lấy con gái mình là Trịnh Thị Ngọc Tú, vốn đã lấy bác họ của vua là Lê Duy Trụ và sinh được bốn con; vì Duy Trụ phạm tội bị bắt giam nên Trịnh Tráng mang con gái cho vua Lê. Thần Tông đành phải nhận lời.
Ngày 17 tháng 7 cùng năm, mưa to liền 4, 5 ngày, nước sông Hồng đầy tràn. Trịnh Tráng đích thân đi xem đắp đê, sai thu của quan tổng cán đê sông các xứ nhập vào quỹ công.
Mùa xuân năm 1638, Mạc Kính Khoan ở Cao Bằng qua đời, con là Mạc Kính Vũ không thần phục, lại xưng niên hiệu. Trịnh Tráng đích thân thống lãnh binh sĩ đi đánh; tiên phong là quận Hạ bị bắt. Khi đó có tên quận Lâm vì sợ địch nên chúa lệnh chém rồi ra hiệu lệnh nghiêm ngặt, đốc suất các quân sĩ bốn mặt bao vây. Tuy nhiên do thời tiết nóng bức nên Trịnh Tráng quyết định dẫn quân về.
Cuối thu năm 1643, nhân một buổi vào chầu nhà vua, chúa gặp bà Tiệp dư họ Đặng tuổi vừa đôi mươi mà xinh đẹp như tiên giáng trần mới cầm tay và nói rằng:
Thiên hương quốc sắc như thế mà phải giam thân trong này ư.
Bà tiệp dư đáp rằng:
"Vương gia chớ có lỗi đạo thần tử như thế."
Chúa đáp: "Bổn vương hỏi đùa đó thôi, sao ngươi lại kiêu hãnh thế. Hoàng thượng của ngươi cũng ở trong tay bổn vương, chớ có lắm trò."
Tiệp dư đáp rằng: "Quyền nằm trong tay Vương gia, muốn làm gì chẳng được. Thiếp đây chỉ là tiện nữ, biết tận trung mà thôi, không biết có quyền thế nào ngoài Hoàng thượng cả".
Việc này sau đồn ầm lên, chúa biết mình đã quá trớn, nên vào ngày 23 tháng 11 năm 1643, ép vua nhường ngôi cho thái tử Lê Duy Hựu, là Lê Chân Tông, tôn nhà vua làm Thái thượng hoàng ở cung riêng. Ngày 5 tháng 12 cùng năm, vua mới sai Nguyễn Danh Thế mang phù tiết bằng ngọc, và sách ấn vàng để gia tôn Trịnh Tráng làm Đại nguyên soái thống quốc chính thái thượng sư phụ Thanh vương. Đầu năm 1645, chúa sai vương tử Trịnh Tạc đem quân đánh Mạc Kính Vũ ở Cao Bằng và thắng trận. 
Năm 1632, Trịnh Tráng phong cho con trai trưởng của mình là Sùng quận công Trịnh Kiều làm Khâm sai tiết chế các xứ thủy bộ chư doanh, kiêm Tổng nội ngoại bình chương quân quốc trọng sự, Phó chưởng quốc chính, Thái uý Sùng quốc công, mở phủ Hùng Uy để giúp Chúa coi quản việc nước. Với quyết định này, coi như xác nhận Trịnh Kiều là người sẽ nối ngôi Chúa trong tương lai. Tháng 9 năm 1742, Thế tử Kiều mất, thọ 42 tuổi. Đáng lẽ cháu đích con là Tông quận công Trịnh Hoành sẽ trở thành Thế tử theo nguyên tắc đích tôn thừa trọng của Việt Nam, song do Trịnh Hoành còn nhỏ nên việc này bị trù trừ chưa quyết.
Đầu năm 1645, Trịnh Tráng nhân danh vua Lê phong cho Vương tử thứ 2 là Tây quận công Trịnh Tạc làm Thái úy tả tướng tiết chế các doanh quân thủy, quân bộ các xứ, giữ quyền bính trong nước, tước Tây quốc công, mở phủ Khiêm Định. Thấy Trịnh Tạc được lập làm Thế tử, hai vương tử quận Hoa Trịnh Sầm và quận Phù Trịnh Lịch vô cùng thất vọng. Ngày 16 tháng 6, hai người nhân lúc chúa bị cảm mà cất quân nổi loạn. Chúa sai Trịnh Tạc đem quân đi đánh, bắt được hai người giải về kinh sư giết chết.
Mùa thu tháng 8 ÂL năm 1649, Lê Chân Tông qua đời, không có con nối. Trịnh Tráng sai Trịnh Tạc lại rước Thái thượng hoàng Thần Tông lên ngôi. Bấy giờ ở Trung Quốc, nhà Minh đã tới hồi mạt vận, bị nhà Thanh đánh đuổi chạy dài. Vào mùa đông năm 1651, Quế vương nhà Minh chạy đến Nam Ninh, sai sứ dụ bảo Trịnh Tráng cấp cho binh lương giúp mình chống Thanh, đồng thời phong chúa làm An Nam phó Quốc vương. Tháng 8 ÂL năm 1652, Trịnh Tráng giật dây cho bầy tôi liên danh cầu xin nhà vua, rồi phong cho Trịnh Tạc làm Nguyên soái chưởng quốc chính Tây Định vương.

## Quan hệ với phương Tây
Thời bấy giờ, chủ nghĩa tư bản ở phương Tây phát triển, các nhà tư bản đã nghĩ đến việc mở rộng thị trường sang vùng Đông Á và Đông Nam Á. Vào năm 1626, người Bồ Đào Nha mở rộng buôn bán ở Đàng Ngoài, tiếp đó là người Hà Lan. Chúa Trịnh và người Hà Lan có quan hệ tốt đẹp, ban đầu được họ tặng hai khẩu đại bác nên rất tín nhiệm họ. Chúa còn ép vua Lê Thần Tông phải viết thư cho toàn quyền Hà Lan ở Batavia (Indonesia) nhờ giúp đánh chúa Nguyễn. Năm 1637, Trịnh Tráng cho người Hà Lan đến mở cửa hàng ở phố Hiến (gần tỉnh lỵ Hưng Yên), về sau ở đấy có người Nhật Bản, người Trung Hoa, người Xiêm La, người Bồ Đào Nha đến buôn bán làm thành một nơi rất tấp nập. "Thứ nhất Kinh Kỳ, thứ nhì Phố Hiến" là một câu truyền tụng từ thời bấy giờ.
Năm 1644, nhân chiến dịch đánh chúa Nguyễn, người Hà Lan cũng đem ba chiến thuyền đóng ở ngoài biển gây thanh thế cho quân Trịnh, nhưng bị Nguyễn Phúc Tần đánh tan.
Bấy giờ tuy các chúa muốn mở rộng buôn bán với phương Tây nhưng lại cấm đạo. Vào năm 1630, Trịnh Tráng trục xuất giáo sĩ Alexandre de Rhodes rồi hạ lệnh cấm đạo năm 1643. Về nội thương, năm 1634, Trịnh Tráng cấm nhà quan trưởng hoặc các công sở không được phép cho người ra chợ uy hiếp lấy không hàng hóa hay đồ vật của khách thương mại. Nếu trái phép, Xá Nhân có quyền xét hỏi, lấy đủ chứng cứ và tang vật rồi đệ hồ sơ lên quan trên chung thẩm. Nếu xét quả thực, can phạm sẽ bị phạt nặng.

## Cắt đất cầu phong cho nhà Minh

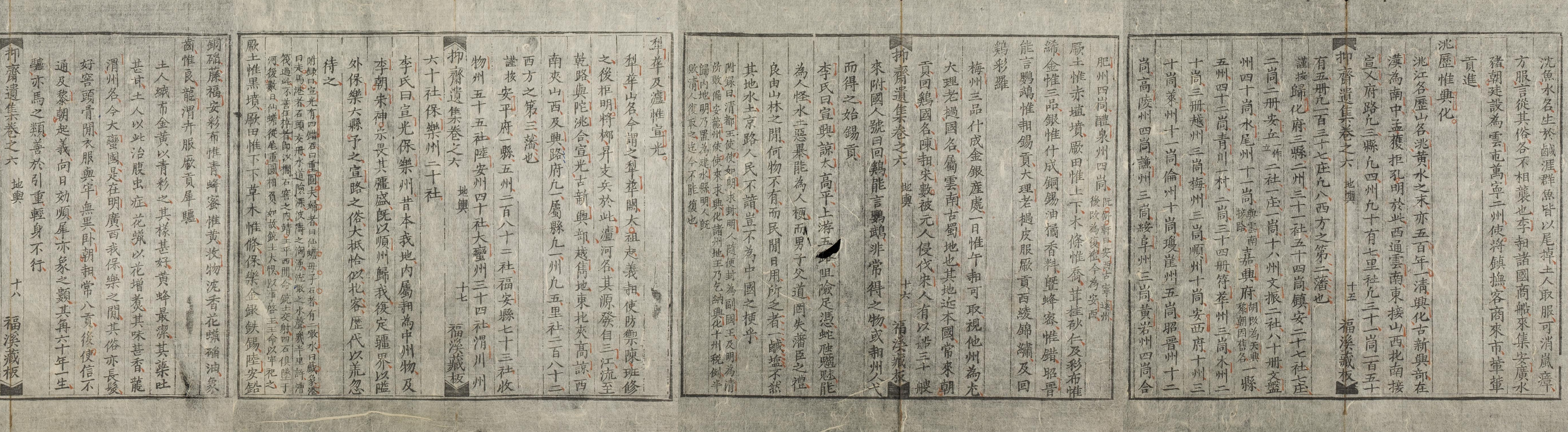
Ức Trai di tập, Quyển 6 trang 15-18, địa dư chí viết về Hưng Hóa và Tuyên Quang.

Trong Ức Trai di tập, các tác giả đã chép trong phần phụ lục về việc mất (6 đến 7)/10 châu thuộc phủ An Tây trấn Hưng Hóa rằng Thanh Đô Vương (Trịnh Tráng) sai sứ cầu phong nhà Minh (thời Minh mạt Chu Do Lang (nhiệm kỳ 1646-1662)). Người Minh cũng theo ý phong cho chức Phó Quốc vương. Khi người Minh bị thua người Thanh, phải chạy ra ở Long Châu, nhà Minh sai sứ xin các châu Hưng Hóa (khoảng năm 1646-1657). Chúa Trịnh Tráng đồng ý cắt cho nhà Minh (tức nhà Nam Minh). Thế là từ đó một nửa trong 10 châu Hưng Hóa, đóng thuế cho nhà Minh và bị nhập vào huyện Kiến Thủy thuộc phủ Lâm An tỉnh Vân Nam. Khi người Minh bị thua nhà Thanh, người Thanh cứ chiếm giữ lấy. Từ đấy Đại Việt mất những châu này. Theo các sách Kiến văn tiểu lục (Lê Quý Đôn), Đại Việt địa dư toàn biên (Nguyễn Văn Siêu) và Hưng Hóa kỷ lược (Phạm Thận Duật), thì các châu thuộc trấn Hưng Hóa mất về nhà Thanh, là: Hoàng Nham (黃岩), Khiêm Châu (謙州), Tung Lăng ((嵩陵, hay Cao Lăng (高陵)), Quảng Lăng (廣陵), Tuy Phụ (綏阜), Lê Tuyền (醴泉) và Hợp Phì (合淝).
Theo sách Địa chí tỉnh Lạng Sơn, thì các cuộc đi sứ Trung Quốc sau cuộc đi sứ khảng khái hy sinh bảo vệ độc lập dân tộc dân tộc của Giang Văn Minh năm 1637, đến khi nhà Thanh thực sự nắm quyền trên toàn cõi Trung Hoa là: 
- ̈Năm 1637: Hai sứ thần Nguyễn Duy Hiểu, Giang Văn Minh sang cống nhà Minh.
- Năm 1646: Nguyễn Nhân Chính đi đường biển sang Nam Minh cầu phong, lúc về đi đường bộ.[13]
- Năm 1647: sứ Nam Minh là Phan Kỳ và Lý Dụng Tiếp mang sắc thư, theo Nguyễn Nhân Chính tới Lạng Sơn sắc phong.[13]
- Năm 1663(?): Hồ Sỹ Dương, Nguyễn Danh Thực lên Lạng Sơn nhận sắc dụ của nhà (Nam Minh?) Nhà Thanh.

## Xung đột với họ Nguyễn
Thời Trịnh Tráng, xung đột Trịnh-Nguyễn chính thức bùng phát. Từ năm 1625, chúa Nguyễn Phúc Nguyên không còn nộp thuế cho chính quyền Lê-Trịnh, lại theo kế của Đào Duy Từ, đắp luỹ ở bờ nam cửa bể Nhật Lệ để tự thủ. Năm 1627, chúa sai Nguyễn Hữu Bản đến Thuận Hóa đòi tô thuế từ năm Giáp Tí (1624) về trước. Chúa Nguyễn không chịu nộp thuế. Đến tháng 2 ÂL, Trịnh Tráng muốn vào đánh Thuận Hóa nhưng chưa có cớ gì, bèn sai Lê Đại Dụng phụng sắc mệnh nhà vua dụ bảo về việc cho con vào chầu, và đòi nộp 30 thớt voi, 30 chiếc thuyền đi biển, để cho đủ thể lệ cống nạp nhà Minh. Chúa Nguyễn lại thoái thác. Trịnh Tráng bèn hạ lệnh cho Nguyễn Khải, Nguyễn Danh Thế làm tiên phong đem 5000 quân đóng ở Hà Trung. Tráng tự thân đem đại binh kế tiếp xuất phát; lại mang nhà vua cùng đi, lấy cớ tuần du các địa phương; quân thủy, quân bộ tổng cộng hơn 200.000 cùng nhau đều tiến. Chúa Nguyễn sai Tôn Thất Vệ, Nguyễn Hữu Dật, Nguyễn Phúc Trung cùng nhau chống giữ ở bờ bắc sông Nhật Lệ. Quân Trịnh chủ động tấn công nhưng không chọc thủng được tuyến phòng thủ của quân Nguyễn. Phía Nguyễn có lợi thế là đại bác kiểu Bồ Đào Nha nên làm quân Trịnh sợ chạy dạt. Trong lúc hai bên tiếp tục giằng co thì Nguyễn Hữu Dật phao tin ở miền bắc, Trịnh Gia và Trịnh Nhạc âm mưu làm phản. Trịnh Tráng nghi ngờ vội thu quân về bắc.
Năm 1633, con thứ ba của Chúa Nguyễn là Phúc Anh bất mãn không được làm thế tử, bèn viết thư hẹn làm nội ứng cho Trịnh Tráng. Trịnh Tráng khởi binh nam tiến lần thứ hai, đóng ở cửa Nhật Lệ. Chúa Nguyễn cử Nguyễn Hữu Dật, Nguyễn Hữu Tiến làm tướng ra đánh. Trịnh Tráng đang đợi suốt hơn 10 hôm không thấy hiệu làm nội ứng của Ánh thì bị quân Nguyễn đánh úp, quân Trịnh hoảng loạn tan vỡ bỏ chạy. Trịnh Tráng rút về bắc, để lại con rể là Nguyễn Khắc Liệt trấn thủ châu Bắc Bố Chính.
Năm 1635, chúa Nguyễn Phúc Nguyên mất, con là Nguyễn Phúc Lan lên nối ngôi. Năm 1637, Phúc Lan sai Nguyễn Đình Hùng mang quân đánh úp chiếm Nam Bố Chính, giết tướng trấn thủ là Nguyễn Tịch. Năm 1640, Nguyễn Khắc Liệt mang quân đánh phá Nam Bố Chính rồi rút về. Chúa Nguyễn theo kế của Nguyễn Hữu Dật, viết thư cho Trịnh Tráng nói Liệt mưu thông đồng với chúa Nguyễn nên mặt ngoài gây chiến mà bên trong muốn hàng. Mặt khác, Nguyễn Phúc Lan thúc quân đánh Khắc Liệt. Khắc Liệt thua chạy, viết thư cầu cứu. Tin lời bên Nguyễn, Trịnh Tráng điều Trịnh Kiều mang quân vào bắt Liệt về xử tử. Quân Nguyễn nhân thời cơ đánh chiếm Bắc Bố Chính.
Về sự việc này, theo sách Đại Nam thực lục của nhà Nguyễn, Khắc Liệt đã thông đồng với bên Nguyễn từ năm 1634, nhưng vài năm sau vẫn nấn ná chưa về hàng, lại có ý "làm cao" nên chủ động đánh vào đất Nguyễn để uy hiếp. Chúa Nguyễn sợ Liệt thay đổi ý định nên viết thư cho chúa Trịnh báo việc này.
Năm 1643, Trịnh Tráng sai bọn Trịnh Tạc và Trịnh Lệ làm tiên phong cùng Phạm Công Trứ, Nguyễn Danh Thọ kéo quân đánh Nam Bố Chính. Viên trấn thủ của chúa Nguyễn là Bùi Công Thắng tử trận. Nhân đó, ông đích thân thống suất đại quân, mang theo cả nhà vua đến châu Bắc Bố Chính, đóng tại An Bài, sai Trịnh Đảo đánh vào doanh lũy Trung Hòa. Quân Nguyễn ra sức chống cự. Lúc đó sắp vào hè, thời tiết nóng nực nên Trịnh Tráng phải rút quân về. Cử Lê Văn Hiểu, Lê Hữu Đức đóng giữ ở Hòa Trung, quận Mậu Phạm Tất Toàn giữ Bắc Bố Chính.
Năm 1648, Trịnh Tráng sai quận Tiến Lê Văn Hiểu khởi binh nam tiến lần thứ tư, dẫn bộ binh đánh Nam Bố Chính, còn thủy quân đánh cửa Nhật Lệ. Quân Trịnh vượt qua lũy Nhật Lệ, áp sát lũy Trường Dục, dùng đại bác bắn vỡ nhiều đoạn. Hai cha con tướng Nguyễn Trương Phúc Phấn cố thủ ở lũy Trường Dục, lại nhân đó tìm cách vá lũy, quân Trịnh đánh không hạ được. Thế tử Nguyễn Phúc Tần tiến quân đến xã An Đại, è sai phục quân ở sông Cẩm La chặn đường quân Trịnh chạy về; một mặt sai Nguyễn Hữu Tiến đem 100 con voi đến canh năm xông vào trại quân Trịnh, quân bộ tiếp sau vào đánh phá. Quả nhiên quân Trịnh thua to chạy về Bắc, lại gặp quân thủy của họ Nguyễn đón đường đuổi đánh mãi đến sông Lam Giang mới thôi. Quân Trịnh thua, thiệt hại 3000 người. Trịnh Tráng lui binh, sai Lê Văn Hiểu giữ Hà Trung, Lê Hữu Đức đóng ở Hoành Sơn, Phạm Tất Toàn giữ Bắc Bố Chính.
Tháng 2 ÂL năm 1655, chúa Trịnh cử Lê Văn Hiểu đưa quân vào xâm lấn Nam Bố Chính. Chúa Nguyễn Phúc Tần hạ lệnh cho bọn Nguyễn Hữu Tiến, Nguyễn Hữu Dật chặn đánh ở sông Gianh, phá tan được quân Trịnh, tướng Phạm Tất Toàn đem châu Bố Chính đầu hàng. Quân Nguyễn kéo đến Hoành Sơn, rồi đánh Hà Trung. Lê Văn Hiểu cùng bọn Hữu Đức chạy về An Trường; sau đó tiến quân đóng ở Đại Nại, chia quân ra chống cự phòng thủ.
Tháng 6 ÂL, chúa Trịnh triệu hồi Lê Văn Hiểu, Lê Hữu Đức, sai Trịnh Trượng giữ chức thống lĩnh, cùng Nguyễn Văn Trạc, Nguyễn Tính đốc suất binh kinh lý Nghệ An. Quân Nguyễn lui về phía bắc sông Gianh, Trịnh Trượng đóng quân ở Lạc Xuyên. Khi Nguyễn Hữu Tiến đem quân tới đánh, quân Trịnh bị thua; còn Nguyễn Hữu Dật thì đem thủy binh ra đánh cửa Kỳ La, đuổi chiến thuyền của họ Trịnh về cửa Châu Nhai; thừa thắng đánh vào Lạc Xuyên, quân Trịnh lui về An Trường. Thế là bảy huyện phía nam sông Lam Giang đều rơi cả vào tay họ Nguyễn.
Tháng 9 ÂL, Trịnh Tráng sai Trịnh Tạc làm Thống lĩnh, đến Nghệ An chỉ huy các đạo quân ở đó. Được ít lâu, vì trong nước xảy ra nhiều việc, chúa cho triệu Trịnh Tạc về, để Đào Quang Nhiêu ở lại giữ Nghệ An, thống lãnh các tướng đóng ở An Trường, cùng các tướng khác chia nhau phòng giữ. Sang năm 1656, quân Nguyễn đánh đồn Tiếp Vũ, tướng Trịnh bỏ chạy. Các đạo quân Nguyễn thừa thế truy kích, Đào Quang Nhiêu bại trận phải lui về giữ An Trường. Trịnh Tráng theo lời tiến cử, sai con út là Ninh quận công Trịnh Toàn ra thay thế. Mùa hạ tháng 5 ÂL, quân Nguyễn của Dương Trí đánh bại được quân họ Trịnh ở cửa biển Nam Giới. Trịnh Toàn dẫn quân đánh nhau với Tống Phúc Khang ở Đại Nại, nhưng bị viện quân của Nguyễn Hữu Tiến đánh bại, chạy thẳng về An Trường.
Ngày 28 tháng 5 năm 1657, Trịnh Tráng mất giữa lúc cuộc chiến Trịnh-Nguyễn vào thời kì khốc liệt nhất, thọ 81 tuổi, cầm quyền 34 năm (1623 - 1657). Thế tử Tây Định vương Trịnh Tạc lên nối ngôi Chúa, truy tôn Trịnh Tráng là Nghị vương, miếu hiệu Văn Tổ, tên thụy là Long Tự. Ba năm sau (1660), cháu nội ông là Trịnh Căn mới đẩy lùi được quân Nguyễn trở về nam sông Gianh.

## Nhận định
Sách Đại Việt sử ký toàn thư, bản kỉ tục biên quyển 21 của Phạm Công Trứ viết vào đời Lê-Trịnh đánh giá về Thanh vương Trịnh Tráng
Chúa tính trời hiếu thảo, thân ái mọi người, rộng lòng khoan thứ; khi mới cầm quyền, tuổi đã 47. Bình xong nội nạn, hòa hợp nhân dân, trong nước yên ổn, tín nhiệm nho thần, giảng cầu chính trị, chấn cử kỷ cương, mọi việc đều giao cho triều đường công luận, chúa cung kính khiêm nhường, cẩn thận giữ gìn pháp độ, ba lần đánh Thuận Hóa, chỉ dùng văn cáo để mở bảo, không muốn dụng binh đến cùng, lặn lội ở nơi xa. Tha Mạc Kính Khoan, cho đất Cao Bằng, khiến xưng thần, giữ chức cống. Cho nên cái phúc nuôi dưỡng yên ổn hòa bình thật là dày lắm. Võ liệt văn công đã làm sáng trưng đời trước, mở lối đời sau, xứng đáng được thiên triều sách phong làm Phó Quốc Vương. Chúa đông con cháu, tuổi đến thượng thọ. Sách nói rằng: "Người có đức lớn, ắt được ngôi vị, ắt được hưởng lộc, ắt được nổi danh, ắt được sống lâu". Câu ấy đáng tin thay!

## Gia đình

### Chính thất
- Tây cung Chính phi Nguyễn Thị Ngọc Tú (? - 1631), tên thụy Từ Thuận, người làng Gia Miêu ngoại trang (huyện Tống Sơn), cháu Nguyễn Kim, con gái Đoan quốc công Nguyễn Hoàng. Sinh ra Sùng nghĩa vương Trịnh Kiều và hoàng hậu Trịnh Thị Ngọc Trúc. Lăng ở xã Bồi Dương (huyện Tống Sơn).
- Đông cung Hiền phi Nguyễn Phúc Ngọc Súy, tên thụy là Từ Hiền, người làng Gia Miêu ngoại trang (huyện Tống Sơn), cháu đức Đoan quốc công Nguyễn Hoàng, con gái ông Lý Nhân công Nguyễn Hắc, Mất 22 tháng 9 tôn lăng ở xã Bà Đông (huyện Tống Sơn).

### Thứ thất
- Thái phi Trần Thị Ngọc Đài (1577 - 1669), tên thụy là Từ Huyên, người làng Đồng Đợi (huyện Thiên Bản) Nam Định, con gái ông Khải quận công. Sinh ra Hoằng tổ Dương vương Trịnh Tạc.
- Chiêu nghi họ Lê, người làng Thịnh Liệt huyện Thanh Trì, cháu của Nghĩa Huân công Lê Bá Ly. Sinh ra quận chúa Trịnh Thị Ngọc Thác.[20]
- Thị nội Cung tần Trần Thị Ngọc Am (1580 - 1647), Bà tên thật là Trần Thị Cư, sinh ngày 5 tháng 5 năm Canh Thìn (1580) tại làng Mụa, tổng Thiên Thi, phủ Khoái Châu xưa, nay thuộc thôn Cộng Vũ, xã Vũ Xá, huyện Kim Động, tỉnh Hưng Yên. Bà mất năm 1647, thọ 68 tuổi, nhân dân tôn Bà làm Thần và lập đền thờ ngay tại quê hương.
- Thị nội Cung tần Nguyễn Thị Ngọc Giao, tục gọi bà chúa Mía. Mất ngày 30 tháng Chạp.
- Thị nội Cung tần Nguyễn Thị Ngọc Hân (1616 - 1701), thụy Diệu Huy, người xã Xích Đằng, huyện Kim Động, phủ Khoái Châu.

### Con trai
1. Sùng Nghĩa vương Trịnh Kiều (1601 - 1642), mẹ là Tây cung Chính phi Nguyễn Thị Ngọc Tú. Ông là con trưởng, nên được phong làm Thế tử, lĩnh mệnh tiết chế, mở phủ Hùng Uy, song mất sớm.
2. Dực vận Tân trị Công thần Thân nghĩa công Trịnh Lưu, chết trước Sùng Nghĩa vương.
3. Dực Vận Tân trị Công thần Thuần Vĩ công Trịnh Trượng.
4. Đức Hoằng tổ Dương vương Trịnh Tạc (1606 - 1682), mẹ là Thái phi Trần Thị Ngọc Đài.
5. Dực Vận Tân trị Công thần Bỉnh trung công Trịnh Quế.
6. Dực Vận Tân trị Công thần Quốc lão Tô quận công Trịnh Hàm.
7. Thái tể Bảng quận công Trịnh Biện.
8. Thái phó Khuê quận công Trịnh Lực
9. Thái tể Hoàng quận công Trịnh Lộc.
10. Thái phó Địch quận công Trịnh Tiến.
11. Dực vận tân trị công thần Hiệu quận công Trịnh Tấu.
12. Dực vận tân trị công thần An quận công Trịnh Thiện
13. Dực vận tân trị công thần Mỹ quận công Trịnh Hoàn.
14. Dực vận tân trị công thần Cảo quận công Trịnh Lệ.
15. Thái úy Ninh quốc công Trịnh Toàn (1631 - 1674), con út, tham gia chiến trường chống quân Nguyễn.
16. Hoa quận công Trịnh Sầm (? - 1645)
17. Phù quận công Trịnh Lịch (? - 1645)

### Con gái
1. Trịnh Thị Ngọc Trúc (1595 - 1660), trưởng nữ. Trước lấy Cường quận công Lê Trụ, sau tái giá với vua Lê Thần Tông, làm Hoàng hậu.
2. Trịnh Thị Ngọc Thác (1610 - 1664), con gái thứ 2. Mẹ là Chiêu nghi họ Lê. Lấy Doanh quận công Đặng Thế Tài[20]
3. Trịnh Thị Ngọc Trân (1615 - ?), con gái thứ 3. Em gái cùng mẹ với Thuần Vỹ công Trịnh Trượng. Phong tặng Đoan Trang công chúa.
4. Trịnh Thị Ngọc Loan, lấy Liêu quận công Nguyễn Cảnh Quế[21]
5. Phương Từ hoàng hậu Trịnh thị, Chính cung Hoàng hậu của vua Lê Chân Tông.
6. Trịnh Thị Ngọc Thụ, gả cho Xuyên quận công Nguyễn Đồng, tức là cháu chắt chúa Tiên Nguyễn Hoàng, gọi bà Đông cung Chính phi bằng cô.